# Рдултовский, Владимир Иосифович
Владимир Иосифович Рдулто́вский (29 января [10 февраля] 1876, Владикавказ, Терская область — 13 мая 1939, Ленинград) — конструктор артиллерийских боеприпасов, взрывных устройств, взрывателей в Российской империи, СССР. Заслуженный деятель науки и техники России (1928). Дивинженер.

## Биография
Поступил в Воронежский кадетский корпус и окончил его в 1893 году, затем окончил Михайловское артиллерийское училище (1896), после чего окончил с отличием Михайловскую артиллерийскую академию (1902). Стажировался на заводах Англии, Франции, Германии и Австрии.
После окончания учёбы получил назначение в Главное артиллерийское управление на должность инженера-испытателя. Здесь он работал в Артиллерийском комитете и в комиссии по применению взрывчатых веществ в снаряжении снарядов (1904—1917).
Владимиром Иосифовичем в 1904 году была разработана бризантная граната, использовавшаяся в боевых действия во время русско-японской войны. Им была предложена методика определения глубины проникновения снарядов в различные среды. В дальнейшем Рдултовским были разработаны 76-мм, 107-мм и 122-мм фугасные тротиловые снаряды.
В 1909-1910 гг. разработал 2 варианта ручных гранат, один из них был принят на вооружение в 1912 г. В 1914 году Рдултовский переработал гранату своей конструкции с целью повышения её эксплуатационных свойств. Усовершенствованная граната была принята на вооружение под названием «Граната образца 1914 г.» и имела сокращенное наименование РГ-14.
Первый директор Троицкого снаряжательного завода, впоследствии завод «Красная ракета» и «Завод № 11 Вохимтреста» совр. Краснозаводский химический завод.
Являлся учёным секретарём Комиссии особых артиллерийских опытов. С 1917 года разрабатывал взрыватели. Владимир Иосифович разработал конструкцию первой авиационной фугасной бомбы ФАБ-250 и снаряда для зенитной артиллерии. В 1926 году принят в штат Ленинградского завода имени М. И. Калинина на должность зам.зав. конструкторского бюро. В ноябре 1926 года на заводе создана Опытная мастерская по разработке новых боевых припасов, детали взрывателей в которой изготавливались только по чертежам Рдултовского.
В конце 1925 года В. И. Рдултовский получил свою первую награду от Советской власти — именные золотые часы за выполнение правительственного задания по реализации немецкого заказа на выстрелы среднего калибра; затем Григорием Орджоникидзе ему был подарен автомобиль «АМО». В 1928 году получил звание «Заслуженный деятель науки».
Четвёртого октября 1929 года арестован Коллегией ОГПУ по делу «О к.-р. организации в военной промышленности». Вину и ошибки признал. Освобождён 06.11.1929 г.
Продолжил конструкторскую и преподавательскую деятельность. Как и изобретатель завода имени Калинина К. И. Ковалёв, Рдултовский в 1933 году стал одним из первых кавалеров ордена Красной Звезды, которым его наградили за разработку взрывателей марок РГ и РГМ (Рдултовского головной мембранный), в 1930-х годах единственных в мире.
Является основоположником теории проектирования взрывателей.
Погребён на кладбище Детского Села; похороны «Академика советских боеприпасов» были торжественными: в Ленинграде до Витебского вокзала его везли на белом катафалке, запряжённом шестью белыми лошадьми, а на кладбище — на орудийном лафете. На Литейном проспекте приостановили движение, в проводах принимали участие все военные академии, а также воинские части и делегаты заводов, среди которых были и рабочие-калининцы. «Ленинградская правда» 16 мая 1939 года опубликовала некролог, где было сказано: «Тяжёлую утрату понесли Красная Армия и оборонная промышленность…».

### Адреса
- Детское Село (Пушкин), ул. Революции, 30[7].

## Награды
- Орден Святого Владимира 4-й степени (22.03.1915, капитан)[8]
- Орден Святого Владимира 3-й степени (16.08.1916, полковник)[9]
- Орден Красной Звезды (1933)

## Труды
- Рдултовский В. И. Из отчета гв. штабс-капитана Рдултовского о заграничной командировке в 1906 году. — Санкт-Петербург : тип. «Артил. журн.», 1907. — [2], 26 с., 3 л. черт. ; 26 см.
- Рдултовский В. И. О действии крупных снарядов на фортификационные сооружения Вердена / В.Рдултовский. — М. : Лит.-изд. отд. Полит. упр. Рев. воен. сов. Республики, 1920. — 16 с. ; 23 см.
- Рдултовский В. И. Трубки и взрыватели / В. И. Рдултовский, воен. инж.-техн. — Л. : Воен.-техн. акад. РККА, 1926. — 27 см.
- Засл. деятель науки и техники, дивинженер В. И. Рдултовский. Исторический очерк развития трубок и взрывателей от начала их применения до конца Мировой войны 1914-1918 гг. — М.: Гос. изд-во оборонной промышленности (тип. Оборонгиза, Киев, Крещатик, 42), 1940. — 2,000 экз.